# Moulin Gégé d'Heuzecourt
 (septembre 2019).
Si vous disposez d'ouvrages ou d'articles de référence ou si vous connaissez des sites web de qualité traitant du thème abordé ici, merci de compléter l'article en donnant les références utiles à sa vérifiabilité et en les liant à la section « Notes et références ».
 (septembre 2019).
Le moulin « Gégé » est un ancien moulin à vent situé sur le territoire de la commune d'Heuzecourt au nord-ouest du département de la Somme.

## Historique
Le moulin a été construit au XVIIIe siècle. Il a fonctionné jusqu'au décès de son dernier meunier, Thomas Bellettre, en 1891. En 1916, des soldats britanniques occupèrent le moulin comme en témoignent les graffitis retrouvés sur les murs intérieurs. Puis le moulin fut abandonné jusque 2011 date à laquelle la commune décida de le restaurer, elle en devint propriétaire en 2015. En 2016 furent entrepris la mise hors d'eau du bâtiment et en 2017, furent remises en état des deux premières couronnes de l'édifice, le voûtement des portes et fenêtres. Il a pris le nom de Moulin Gégé en mémoire de Gérard Blondel qui œuvra pour la restauration du moulin.

## Caractéristiques
Ce moulin-tour est une construction en pierre calcaire, silex et brique. La base des murs et l'encadrement des portes et fenêtres sont en brique. La partie supérieure du bâtiment n'a pas été reconstruite. Une partie de la meule est visible à l'extérieur du bâtiment.